# Ostrander (Minnesota)
Ostrander és una població dels Estats Units a l'estat de Minnesota. Segons el cens del 2010 tenia 254 habitants amb una densitat de població de 192,14 habitants per km². L'any 2000 hi havia 212 habitants, 100 habitatges i 65 famílies.
Ostrander va ser incorporat al cadastre el 1890. El 1891 s'hi va inaugurar una oficina de correus. Va prendre el nom dels grangers William i Charles Ostrander que van cedir terres per a la construcció del ferrocarril.